# Gerard Stembridge
Gerard „Gerry“ Stembridge (* 1958 in Limerick) ist ein irischer Schauspieler, Drehbuchautor und Regisseur. 

## Leben
Stembridge besuchte das University College Dublin.

## Filmografie (Auswahl)
- 1995: Guiltrip
- 2000: Alles über Adam (About Adam)
- 2006: Grenzgänger (Européens, Les)
- 2008: Alarm